# Municipio de Vega
El municipio de Vega (en inglés: Vega Township) es un municipio ubicado en el condado de Marshall en el estado estadounidense de Minnesota. En el año 2010 tenía una población de 125 habitantes y una densidad poblacional de 1,07 personas por km².

## Geografía
El municipio de Vega se encuentra ubicado en las coordenadas 48°13′40″N 96°57′21″O / 48.22778, -96.95583. Según la Oficina del Censo de los Estados Unidos, el municipio tiene una superficie total de 116.47 km², de la cual 116,47 km² corresponden a tierra firme y (0 %) 0 km² es agua.

## Demografía
Según el censo de 2010, había 125 personas residiendo en el municipio de Vega. La densidad de población era de 1,07 hab./km². De los 125 habitantes, el municipio de Vega estaba compuesto por el 96,8 % blancos, el 0,8 % eran amerindios y el 2,4 % eran de una mezcla de razas. Del total de la población el 0 % eran hispanos o latinos de cualquier raza.